# Twerca
Twerca (ros. Тверца) – rzeka w Rosji, lewy dopływ Wołgi, do której wpada na terenie miasta Twer.
Długość: 188 km, powierzchnia dorzecza – 6510 km². Nad rzeką położone także są miasta: Wysznyj Wołoczok, Torżok, a spośród innych miejscowości – Miednoje.
Dopływy lewe: Osieczenka, Małaja Tigma, Bolszaja Tigma, Łogowież, Kawa; dopływy prawe: Szegra i Osuga. Ta druga jest największym jej dopływem.